# Formosa-Sprachen
Die Formosa-Sprachen (auch Formosanische oder Taiwan-Sprachen) gehören zur Austronesischen Sprachfamilie und sind die Sprachen der indigenen Völker Taiwans. Dabei bilden die Formosa-Sprachen nicht eine einzelne Unterfamilie der Austronesischen Sprachen, sondern neun Hauptunterfamilien. Die von der Republik China auf Taiwan anerkannten Ureinwohner Taiwans machen 2,3 % der Inselbevölkerung aus, wovon aufgrund jahrhundertelanger Sprachwechsel jedoch nur 35 % ihre angestammte Sprache sprechen können.
Von den etwa 26 Sprachen der Ureinwohnenden Taiwans sind elf bereits ausgestorben, weitere vier stehen vor dem Aussterben, alle anderen in gewissem Maße bedroht. Die indigenen Sprachen Taiwans haben eine große Bedeutung in der historischen Linguistik, da Taiwan höchstwahrscheinlich der Ursprungsort der gesamten Austronesischen Sprachfamilie ist.
Nach dem Sprachexperten Robert Blust bilden die Formosa-Sprachen neun der zehn Zweige der austronesischen Sprachen, während der zehnte Zweig um die 1.200 nichttaiwanesische malayo-polynesische Sprachen enthält. Obwohl einige Linguisten mit der Theorie Blusts nicht übereinstimmen, bleibt der Konsens erhalten, dass die austronesischen Sprachen in Taiwan ihre Herkunft finden. Diese Theorie wurde durch weitere genetische Bevölkerungsstudien untermauert.
Der Name Formosa stammt aus dem 16. Jahrhundert, als erstmals portugiesische Reisende Taiwan entdeckten und als schön, übersetzt formosa bezeichneten.

## Vier Ansichten zu den Formosa-Sprachen
Unter Linguisten haben sich vier verschiedene Ansichten zu den Formosa-Sprachen gebildet:

### Die Formosa-Sprachen als Sprachzweig der „östlichen Sprachen“
Traditionell teilt die Sprachwissenschaft die Sprachfamilie der Südinseln entlang der Wallace-Linie in zwei Zweige: Die östlichen Sprachen der Südinseln (東部南島語 / 東部南岛语,  Dōngbùnándǎoyǔ – „Ozeanische Sprachen der Südinseln“) und die westlichen Sprachen der Südinseln (西部南島語 / 西部南岛语,  Xībùnándǎoyǔ – „hesperonesianische Sprachen“, die alle weiteren Sprachen außer den ozeanischen umfasst). Shigeru Tsuchida betrachtet die Formosa-Sprachfamilie als eng verwandt mit den östlichen Sprachen der Südinseln. Dieser Sprachzweig hat demnach keine spezielle Position.

### Die Formosa-Sprachen als „nördliche Sprachfamilie der Südinseln“
André-Georges Haudricourt nennt die Formosa-Sprachen „nördliche Sprachfamilie der Südinseln“ (北部南島語 / 北部南岛语,  Běibùnándǎoyǔ), da aus seiner Sicht Taiwan zum Malaiischen Archipel gehört, und unterteilt diese in die „taiwanesischen Sprachen der Südinseln“ (台灣南島語 / 台湾南岛语,  Táiwānnándǎoyǔ), die „östliche Sprachen der Südinseln“ (東部南島語 / 東部南岛语,  Dōngbùdǎoyǔ) und die „westlichen Sprachen der Südinseln“ (西部南島語 / 西部南岛语,  Xībùdǎoyǔ).

### Die Formosa-Sprachen als erster Sprachzweig der „Sprachfamilie der Südinseln“
O. Chr. Dahl betrachtet die Formosa-Sprachen als am nächsten zu den proto-austronesianischen Sprachen zugehörig und ordnet sie als Zweig dieser Sprachen ein. Von dieser Grundlage aus geht Blust einen Schritt weiter und unterteilt die Formosa-Sprachen in vier Unterzweige: Die Tàiyǎ-Sprachen (泰雅語群 / 泰雅语群), die Páiwān-Sprachen (排灣語群 / 排湾语群), die Zōu-Sprachen (鄒語群 / 邹语群) und die malayo-polynesischen Sprachen. Die Formosa-Sprachen gehörten demnach zu drei klaren Gruppen. Der Rest wäre nicht genau einzuteilen.
Demnach unterteilten einige Linguisten die Formosa-Sprachfamilie in zwei Sprachzweige: Der erste ist die Formosa-Sprachfamilie, der zweite die malayo-polynesischen Sprachen. Diese wurden in der 2004er Ausgabe des Ethnologue: Languages of the World auch detailliert dargestellt. Von den 1262 Sprachen wurden 23 dem Formosa-Sprachzweig zugeordnet, alle anderen 1239 dem malayo-polynesischen Sprachzweig.

### Synthese von Blust und Bellwood
Immer mehr Linguisten messen der Formosa-Sprachfamilie wachsende Relevanz zu. Forschungen haben ergeben, dass Taiwan einer der Ursprungsorte der austronesischen Sprachen ist, wenn nicht sogar der einzige, wie Blust und Bellwood behaupten. Das einschlägige Buch Ethnologue: Languages of the World (2005b) teilt die Formosa-Sprache in drei Zweige auf: Tàiyǎ-Sprachen (泰雅語群 / 泰雅语群), Páiwān-Sprachen (排灣語群 / 排湾语群) und Zōu-Sprachen (鄒語群 / 邹语群).

## Geschichte
Wahrscheinlich bewohnten die indigenen Völker Taiwans die Insel seit bereits über 5.500 Jahren und lange Zeit weitestgehend ungestört und autonom. Ab dem 17. Jahrhundert begann die flächendeckende Unterdrückung der indigenen Kulturen durch diverse Herrschende (Zheng Chenggong, Qing-Dynastie), die Menschen wurden assimiliert oder in die Bergregionen verdrängt.
Unter der Regierung Japans ab 1895 und der darauffolgenden, weitestgehend autoritären Regierung der Kuomintang bis 1990 war das Sprechen der Formosa-Sprachen verboten. Und bis heute werden die Sprachen der 16 von der Regierung anerkannten indigenen Völker weiter stetig vom kulturell dominanten Hochchinesisch verdrängt.
Nach der Jahrtausendwende initiierte die Regierung Taiwans im Rahmen eines Programmes zur Wertschätzung der indigenen Kultur die Wiedereinführung der Muttersprachen in Schulen, 2016 entschuldigte sich die Präsidentin Tsai Ing-Wen für die "Jahrhunderte des Schmerzes und der Misshandlung" bei den indigenen Völkern.
Seitdem führte die Regierung der Republik China ihren neuen Kurs zur Unterstützung der indigenen Sprachen fort: 2017 erklärte sie die formosanischen Sprachen zu Nationalsprachen. Zwei Jahre später wurde ein sieben-stufiger Plan zur Wiederbelebung und Weiterentwicklung aller Nationalsprachen für 2022 bis 2026 angekündigt, um die sprachliche und kulturelle Vielfalt zu beschützen.

## Liste der Sprachen

Die vermutete Verbreitung der formosanischen Sprachen vor Beginn der chinesischen Kolonisation im 17. Jahrhundert. Die Einteilung in verschiedene Gruppen variiert.

Oft ist es schwer, eine klare Unterscheidung zwischen Dialekt und Sprache zu finden, was zu Meinungsverschiedenheiten und Unstimmigkeiten unter Expertinnen über die Formosa-Sprachen führt. Es gibt dementsprechend viele Unklarheiten über das Aussterben und die kulturelle Assimilation verschiedener formosanischer Stämme, was linguistische Untersuchungen erschwert. Eine Liste verschiedener Formosa-Sprachen ist unten gegeben, aber aus den gegebenen Gründen nicht als vollständig anzusehen.

### Lebende Sprachen
- Atayal (泰雅語 / 泰雅语,  Tàiyǎyǔ)
- Bunun (布農語 / 布农语,  Bùnóngyǔ; große Unterschiede in den Dialekten)
- Amis (阿美語 / 阿美语,  Āměiyǔ; große Unterschiede in den Dialekten, manchmal als verschiedene Sprachen kategorisiert)
- Kanakanavu (卡那卡那富語 / 卡那卡那富语,  Kǎnàkǎnàfùyǔ; aussterbend)
- Kavalan (噶瑪蘭語 / 噶玛兰语,  Gámǎlányǔ; in einigen Quellen als aussterbend kategorisiert,[5] in anderen Quellen jedoch als lebende Sprache kategorisiert[6])
- Paiwan (排灣語 / 排湾语,  Páiwānyǔ)
- Saisiyat (賽夏語 / 赛夏语,  Sàixiàyǔ)
- Puyuma (卑南語 / 卑南语,  Bēinányǔ)
- Rukai (魯凱語 / 鲁凯语,  Lǔkǎiyǔ; große Unterschiede in den Dialekten)
- Saaroa (沙阿魯阿語 / 沙阿鲁阿语,  Shā’ālǔ’āyǔ; aussterbend)
- Seediq (賽德克語 / 赛德克语,  Sàidékèyǔ; auch Truku)
- Tao (auch Yami)
- Thao (邵語 / 邵语,  Shàoyǔ; aussterbend)
- Tsou (鄒語 / 邹语,  Zōuyǔ)

### Ausgestorbene Sprachen
- Babuza (貓霧捒語 / 猫雾捒语,  Māowùsùyǔ; auch 法佛朗語 / 法佛朗语,  Fǎfólǎngyǔ)
- Basay (巴賽語 / 巴赛语,  Bāsàiyǔ)
- Hoanya (洪雅語 / 洪雅语,  Hóngyǎyǔ)
- Ketagalan (凱達格蘭語 / 凯达格兰语,  Kǎidágélányǔ)
- Makatao
- Pazeh (巴宰語 / 巴宰语,  Bāzǎiyǔ; 2010 ausgestorben)
- Popora
- Siraya (西拉雅語 / 西拉雅语,  Xīlāyǎyǔ)
- Taivoan
- Taokas (道卡斯語 / 道卡斯语,  Dàokǎsīyǔ)